# جولي فارغاس
جولي فارغاس (بالإنجليزية: Julie Vargas)‏ هي كاتِبة أمريكية، ولدت في 1938 في منيابولس في الولايات المتحدة.

## وصلات خارجية
- الموقع الرسمي